# Putters
Het Putters (ook wel: Puttens) is een West-Veluws en Nedersaksisch dialect dat gesproken wordt in het Gelderse dorp Putten. Het Putters is sterk verwant aan dialecten als het Ermeloos, Harderwijks en het Bunschoots. Het Putters kan geclassificeerd worden als een Nedersaksisch dialect met zeer veel Nederfrankische invloeden. Er is ook een dialectboek uitgebracht over en in het Putters: Putters Praoten, hierin staan typisch Putterse woorden, recepten en spreekwoorden. Voor enkele Putterse dialectwoorden zie het artikel West-Veluws.